# NGC 35
NGC 35 je galaksija u zviježđu Kit.

## Vanjske poveznice
- SEDS: NGC 0035